# Polina Astájova
Polina Grigórievna Astájova (Zaporizhia, Ucrania, Unión Soviética, 30 de octubre de 1936-5 de agosto de 2005) es una gimnasta artística soviética, una de las más exitosas gimnastas de su generación, ya que consiguió ganar cinco medallas de oro olímpicas entre las Olimpiadas de Melbourne 1956, Roma 1960 y Tokio 1964.

## Carrera deportiva
El ejercicio donde destacó principalmente fue las barras asimétricas, con dos medallas de oro olímpicas, y también en suelo, con dos de plata en las Olimpiadas de Roma 1960 y Tokio 1964. Varias de sus medallas las obtuvo en el concurso por equipo, donde fue compañera en el equipo soviético de Natalia Kuchinskaya o Zinaida Voronina, entre otras grandes gimnastas.
Como curiosidad cabe destacar que en las Olimpiadas de Melbourne 1956 ganó el bronce en el concurso con aparatos, que era una modalidad como la de gimnasia rítmica en la actualidad.